# Leptostomias multifilis
Leptostomias multifilis är en fiskart som beskrevs av Imai, 1941. Leptostomias multifilis ingår i släktet Leptostomias och familjen Stomiidae. Inga underarter finns listade i Catalogue of Life.